# Боярин Орша (фільм)
«Боярин Орша» (1910) - німий художній короткометражний фільм Петра Чардиніна за мотивами поеми М.Ю. Лермонтова.

## Сюжет
Боярин Орша (Петро Чардинін) йде зі служби у Івана Грозного і поселяється у своїй садибі. У нього є улюблена дочка (Олександра Гончарова) і прийомний син Арсеній (Андрій Громов). Одного разу боярин застає їх на любовному побаченні, гнівається, Арсенія ув'язнює в острог, дочку замикає в її світлиці, а ключ викидає в Дніпро. Арсенію вдається втекти з острогу до литовців, з якими він повертається на Русь. Боярин Орша гине. Арсеній знаходить у світлиці зотлілий труп своєї коханої.

## Цікаві факти
- За спогадами О.О. Ханжонкова, на зйомках саме цього фільму «була заснована нова посада помічника режисера, в обов'язки якого входило вести запис зовнішнього вигляду тих артистів, яким ще належить зйомка».
- За деякими даними, частина сцен за участю Чардиніна режисирував Василь Гончаров.
- Фільм вийшов на екрани 2 (15) січня 1910 року.
- Фільм зберігся без написів.